# USA's regering
USAs regering ledes af præsidenten og består af præsidentens kontor (Det Hvide Hus), herunder vicepræsidenten, samt 15 departementer oprettet af Kongressen ved lov.
I tillæg hertil kan præsidenten give kabinetstatus til andre offentlige positioner. I den nuværende regering er der ud over 15 ministre og vicepræsident udnævnt fem yderlige embeder med kabinetstatus.
Regeringsmedlemmer udnævnes af præsidenten, men skal godkendes af et flertal i Senatet.
Den nuværende regering i USA er Donald Trumps regering.

## Medlemmer
- Præsidenten
- Vicepræsidenten

De 15 ministre er (i rækkefølge efter tidspunktet for departementets oprettelse):
- Udenrigsministeren
- Finansministeren
- Forsvarsministeren
- Justitsministeren
- Indenrigsministeren
- Landsbrugsministeren
- Handelsministeren
- Beskæftigelsesministeren
- Sundhedsministeren
- Bygnings- og byplanministeren
- Transportministeren
- Energiministeren
- Uddannelsesministeren
- Veteranministeren
- Ministerien for Indenlandsk Sikkerhed

De stillinger, der i tillæg til vicepræsidenten og ministrene, har kabinetstatus under præsident Obama, er:
- Stabschef
- Administrator, Miljøbeskyttelsesstyrelsen
- Direktør, Office of Management and Budget
- Handelsrepræsentant
- Lederen for rådet af økonomiske rådgivere
- FN-ambassadøren